# De Bubble (Eindhoven)
De Bubble is een koepelvormig gebouw in het centrum van Eindhoven. De Bubble beslaat 600 m² en is verdeeld over drie verdiepingen. Samen met de Blob en fietsenstalling de Tube vormt het gebouw een stedelijk ensemble op het 18 Septemberplein. Een groot deel van de buitenkant van het gebouw is gemaakt van driehoekige glazen panelen. In de Bubble is modewinkel America Today gevestigd.

## Het ontwerp
Het ontwerp is een samenwerking tussen de Italiaanse architect Massimiliano Fuksas en Tarra architectuur en stedenbouw. De ontwikkelaars van het gebouw streefden naar hoge standaarden in duurzaamheid en innovatie. Een belangrijk doel van het ontwerp was het bevorderen van een vlotte doorstroming van bezoekers in de binnenstad, terwijl ook aandacht voor menselijk comfort centraal stond. 
Het ontwerp van de Bubble kenmerkt zich door een gevel, constructie en ruimtelijkheid die samen één zelfdragende structuur vormen. Deze structuur is opgebouwd uit geometrische vormen zoals vijf- en zeshoeken, ondersteund door een stalen framewerk en een naadloze gevel bestaande uit diverse driehoekige glaspanelen. Het licht over de drie verdiepingen wordt verspreid door een glazen lichtschacht in het midden van het gebouw. Het gebouw is afgewerkt zonder zichtbare bevestigingsmiddelen, wat bijvoorbeeld bij de Blob wel het geval is. De Bubble doet overigens denken aan een zeepbel: het is transparant en strak gespannen. De combinatie van glas en staal geeft de hele omgeving een futuristische uitstraling.